# Leopold Chalupa
Leopold Chalupa (15. srpna 1927, Podhradí u Aše, Československo – 30. července 2021, Cáchy, Německo) byl německý generál ve výslužbě. V letech 1983 až 1987 byl vrchním velitelem sil Severoatlantické aliance ve Střední Evropě. Vojenskou kariéru započal v roce 1945 vstupem do Wehrmachtu, v jehož řadách bojoval u Terstu. Na konci druhé světové války padl do britského zajetí, ze kterého byl po čtyřech letech propuštěn. Do Bundeswehru vstoupil rok po jeho založení, v roce 1956. V roce 1996 mu bylo uděleno v Česku čestné občanství.